# Battaglia di Lekkerbeetje
La battaglia di Lekkerbeetje, nota anche in tedesco col nome di battaglia di Lekkerbeetken, fu uno scontro combattuto presso il borgo di Vught (attuali Paesi Bassi) il 5 febbraio 1600, nell'ambito della guerra degli ottant'anni. 22 cavalieri brabantini al servizio di Alberto VII d'Asburgo, della guarnigione di 's-Hertogenbosch, e 22 cavalieri francesi al servizio della repubblica olandese si scontrarono in campo aperto.

## Antefatto
Nell'inverno del 1599-1600, i soldati dell'Armata delle Fiandre di stanza a 's-Hertogenbosch, comandati da Anthonie II Schetz, barone di Grobbendonk, portarono con loro un prigioniero francese, un tenente di cavalleria al servizio della repubblica olandese. Quando ad ogni modo il prigioniero scrisse al suo capitano, Pierre de Bréauté, chiedendo di pagare il riscatto chiesto dall'esercito nemico per liberarlo, Bréauté replicò che avrebbe dovuto vergognarsi di essere stato catturato e che un uomo del nemico valeva come due dei suoi. Gerard Abrahams, tenente dei corazzieri al servizio di Grobbendonk, venne a sapere del contenuto della lettera e sfidò Bréauté ad incontrarlo presso Vught con un numero eguale di uomini per provare il loro valore.

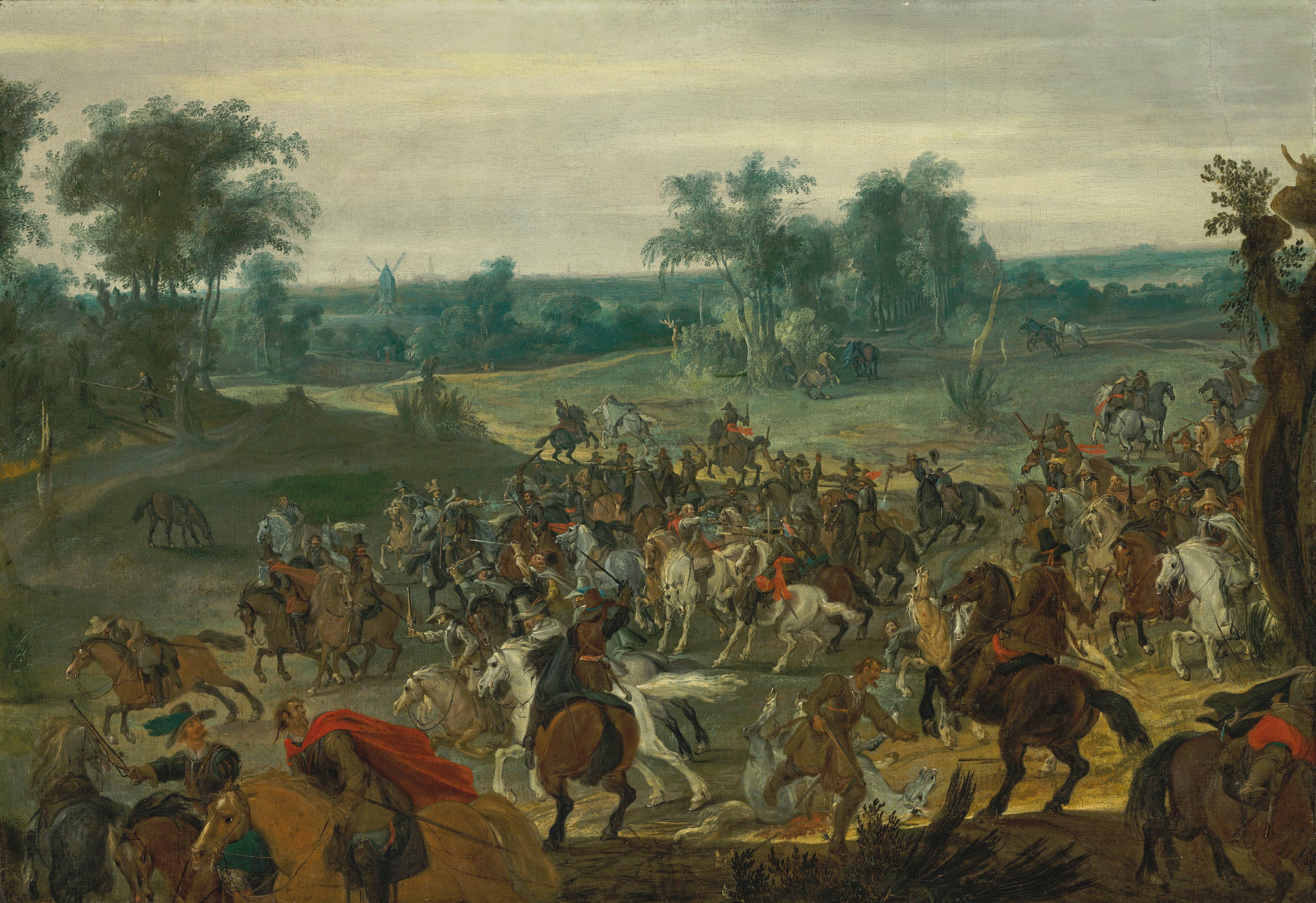
La Battaglia di Lekkerbeetje, dipinto di Pieter Snayers.

I due ufficiali ottennero il permesso dai rispettivi comandanti e furono sul posto convenuto il 5 febbraio 1600. Ciascuno portò con sé 21 cavalieri e due araldi. La battaglia iniziò al segnale di tromba degli araldi. Abrahams fu il primo morto dello scontro, colpito al collo alla prima carica. Anche suo fratello morì nello scontro. Bréauté si vide il cavallo morire sotto la sella per due volte, venne ferito e venne fatto prigioniero dal nemico. Venne ucciso a sangue freddo tre quarti d'ora dopo essere stato catturato, per vendetta per la morte dei fratelli Abrahams.

## La commemorazione
Il combattimento di duelli era una pratica molto più diffusa nel medioevo che nell'epoca moderna e questo piccolo scontro, per quanto poco significativo, ebbe una notevole impressione sul pubblico dei contemporanei per il suo anacronismo. Uscì poco dopo un pamphlet dal titolo Histoire du combat du 5 février 1600, aux environs de Bois-le-Duc, entre le seigneur de Breauté, avec 21 soldats au service des hollandois, & Gerard Abrahams avec aussi 21 soldats au service de Leurs Altezes (Bruxelles, Rutger Velpius, 1600). L'evento venne commemorato in canzoni, poesie, storie, dipinti e stampe.
Vi sono dipinti della battaglia ad opera di Joost Cornelisz Droochsloot, Sebastian Vrancx, Simon Johannes Van Douw e Gerrit van Santen, e uno attribuito a Esaias van de Velde.